# 연기군 (1992년 선거구)
연기군은 대한민국의 옛 국회의원 선거구이다. 당시 충청남도 연기군 지역을 관할했다.

## 역사
제14대 국회의원 선거를 앞두고 대덕군·연기군 선거구에서 분리되면서 신설되었다.
제16대 국회의원 선거를 앞두고 공주시 선거구와 통합되면서 공주시·연기군 선거구를 형성하게 되면서 폐지되었다.

## 역대 국회의원
| 선거   | 정당 | 정당         | 의원   |
| ------ | ---- | ------------ | ------ |
| 1992년 |      | 통일국민당   | 박희부 |
| 1996년 |      | 자유민주연합 | 김고성 |

## 역대 선거 결과

### 대한민국 제14대 국회의원 선거
|  | 49.13% |

|  | 41.61% |

|  | 5.46% |

|  | 3.78% |

### 대한민국 제15대 국회의원 선거
|  | 38.31% |

|  | 29.77% |

|  | 23.38% |

|  | 4.48% |

|  | 2.90% |

|  | 1.13% |

## 같이 보기
- 연기군의 국회의원